# Ernesto Fioretti
Ernesto Fioretti (fl. XX secolo) è stato un calciatore italiano, di ruolo attaccante.

## Carriera
Con la Speranza Savona disputa 9 gare nel campionato di Prima Divisione 1922-1923.